# Géographie du Liberia
Le Liberia est un État d’Afrique de l’Ouest, bordant l’océan Atlantique, avec pour pays limitrophes la Sierra Leone à l’ouest, la Guinée au nord et la Côte d'Ivoire au sud.

## Géographie physique

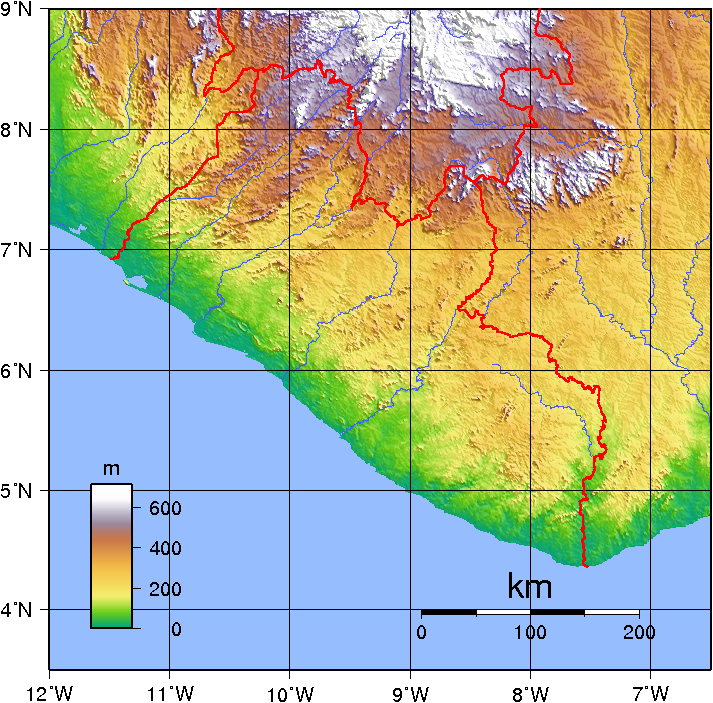
Carte topographique du Liberia

### Topographie
Le relief du Liberia est généralement plat, des plaines de la côte au plateau et aux basses montagnes de l’est. Le mont Wuteve culmine à 1 440 mètres.

### Climat
Le climat est tropical. L’hiver est sec avec des jours chauds et des nuits fraîches, voire froides. L’été est humide et nuageux avec de fréquentes précipitations. L’harmattan, chargé de sable du Sahara, souffle de décembre à mars.

## Environnement

### écorégion
- Forêt de montagne guinéenne

## Géographie humaine

### Utilisation des sols
- Terres cultivables : 1 %
- Cultures permanentes : 3 %
- Pâturages permanents : 59 %
- Forêts : 18 %
- Autres : 19 %